# Христо Григоров (полицай)
Христо Панайотов Григоров е български полицай, генерал-майор от МВР.

## Биография
Роден е на 10 февруари 1948 г. в Сливен. Баща му е граничен офицер и семейството често се мести в различни градове, като чак през 1956 г. се установява в Сливен. Там Григоров завършва местния Техникум по механотехника през 1967 г. През 1969 г. започва работа като шлосер в Държавното индустриално предприятие „Осми март“, след това до 1972 г. е конструктор в Машиностроителния завод „Динамо“ в Сливен. През 1974 г. започва за учи във Висшата специална школа при МВР. През 1976 г. я завършва и постъпва в полицейското управление в Сливен като разузнавач. По-късно е лейтенант в икономическа полиция и началник на сектор „Икономическа полиция“. През 1994 г. напуска МВР. От 1994 до 1996 г. учи право в Свободния университет в Бургас. След това е експерт по сигурността на Минералбанк. От 1996 до 1997 г. е съдебен кандидат в Окръжния съд в Сливен. От 1997 г. е главен юрисконсулт на Данъчното управление в Сливен. От 1999 г. работи на свободна практика. На 10 февруари 2001 г. отново влиза в системата на МВР и е назначен за директор на РДВР-Сливен. Остава на този пост до 2008 г. Тогава излиза в запаса. На 4 юли 2005 г. е удостоен със звание генерал-майор от МВР. През 2015 г. е издигнат за кандидат-кмет на Сливен от партия „АБВ“. Носител е на „Почетен знак на Министерството на вътрешните работи“ – III, II, I ст., орден „1300 години България“, медал „Правосъдие, свобода, сигурност“ и други.